# Pervomaiske, Markivka
Pervomaiske (în ucraineană Первомайське) este un sat în comuna Krasne Pole din raionul Markivka, regiunea Luhansk, Ucraina.

## Demografie
Componența lingvistică a localității Pervomaiske
     Ucraineană (94,34%)
     Rusă (4,91%)
Conform recensământului din 2001, majoritatea populației localității Pervomaiske era vorbitoare de ucraineană (94,34%), existând în minoritate și vorbitori de rusă (4,91%).